# Hähnen (Dattenberg)
Hähnen ist ein Ortsteil der Ortsgemeinde Dattenberg im Landkreis Neuwied im nördlichen Rheinland-Pfalz. 
Hähnen ist ein sehr kleiner Ort mit 17 Wohnhäusern, davon 2 ehemalige Bauernhöfe. Außerdem gibt es eine Kirche und ein Schützenhaus.

## Geographie
Hähnen liegt auf einer Höhe von 345 m ü. NHN, auf dem Bergrücken zwischen dem Rhein und dem Wiedtal, in den Ausläufen des Westerwalds. Der Ort befindet sich sechs km östlich der Stadt Linz am Rhein und vier km westlich von Roßbach. Die Entfernung zur Kreisstadt Neuwied beträgt 30 km in südlicher Richtung. Im Norden grenzt Hähnen an St. Katharinen, westlich liegt der Hauptort von Dattenberg. 
Hähnen ist über die Landesstraße 256 mit Linz am Rhein und mit Roßbach an der Wied verbunden. Die Kreisstraße 8 verbindet den zu Leubsdorf gehörenden Weiler Krumscheid mit Hähnen.

## Kultur und Sehenswürdigkeiten
Neben der im Jahr 1963 neugebauten Kirche zählt die jährlich im Juli stattfindende Kirmes zu den kulturellen Höhepunkten von Hähnen.